# Periclimenes ornatus
Periclimenes ornatus är en kräftdjursart som beskrevs av Bruce 1969. Periclimenes ornatus ingår i släktet Periclimenes och familjen Palaemonidae. Inga underarter finns listade i Catalogue of Life.